# Šentvid pri Stični
Šentvid pri Stični – wieś w Słowenii, w gminie Ivančna Gorica. W 2018 roku liczyła 1033 mieszkańców.